# Għasri
Għasri (maltsky L-Għasri) je malá vesnice na ostrově Gozo ležící mezi vrchy Żebbuġ a Għammar v Regionu Gozo na Maltě. Jméno je arabského původu, snad znamená místo, kde jsou lisovány olivy.